# NGC 2514
NGC 2514 is een balkspiraalstelsel in het sterrenbeeld Kreeft. Het hemelobject werd op 19 januari 1885 ontdekt door de Franse astronoom Édouard Jean-Marie Stephan.

## Synoniemen
- UGC 4189
- MCG 3-21-11
- ZWG 88.22
- IRAS08000+1556
- PGC 22581